# 첸산구

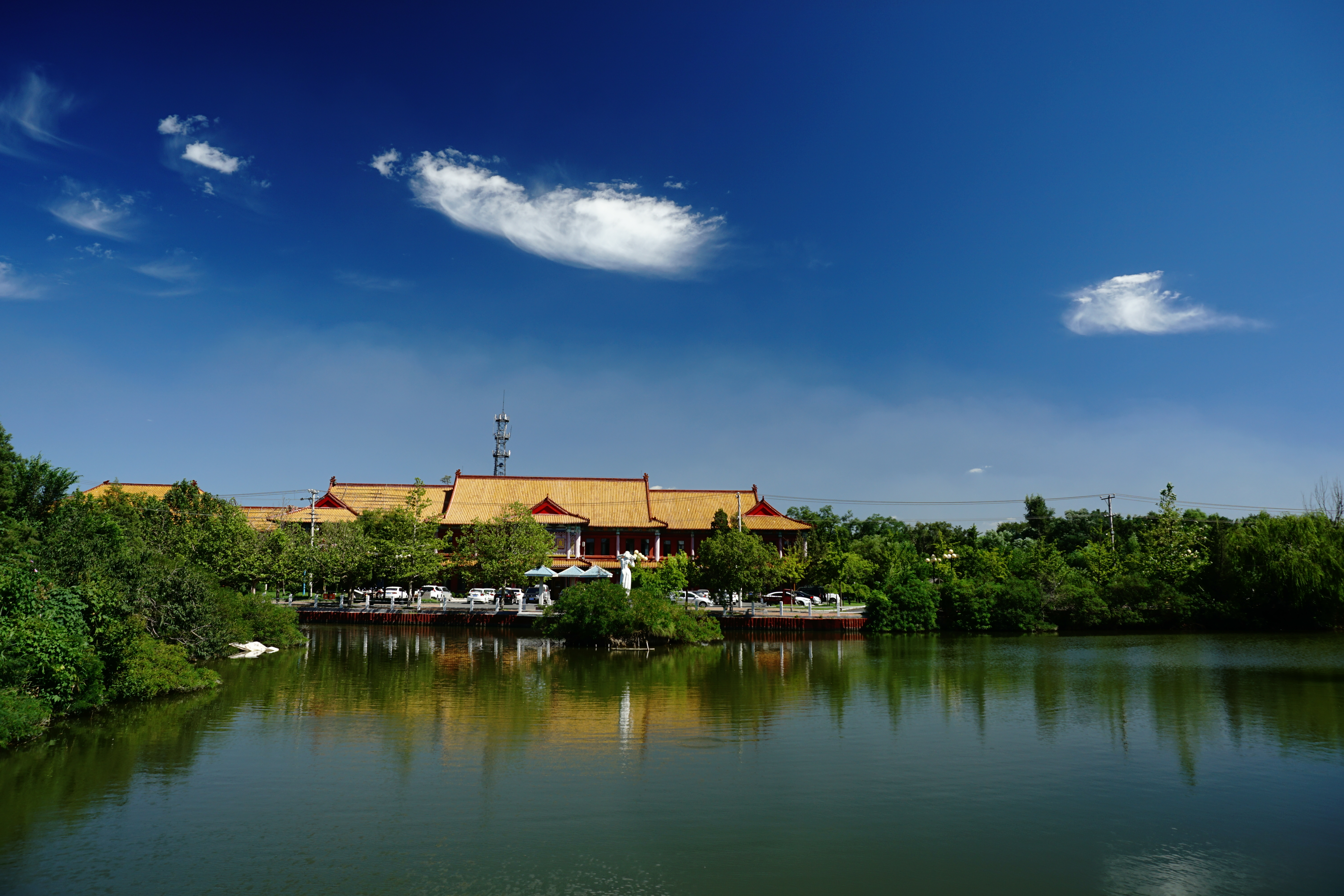

첸산구(한국어: 천산구, 중국어: 千山区, 병음: Qiānshān Qū)는 중화인민공화국 랴오닝성 안산시의 행정 구역이다. 넓이는 503km2이고, 인구는 2007년 기준으로 260,000명이다.

## 행정 구역
12개 가도를 관할한다.
- 가도: 旧堡街道, 大孤山街道.
- 진: 东鞍山镇, 唐家房镇, 大孤山镇, 千山镇, 齐大山镇, 达道湾镇, 宁远镇, 汤岗子镇.